# Забравете за Ник
„Забравете за Ник“ на английски: Forget About Nick е немска романтична трагикомедия от 2017 г. на режисьора Маргарит вон Трота.